# Igreja de São Francisco a Ripa
San Francesco a Ripa ou Igreja de São Francisco a Ripa é uma igreja de Roma, Itália, dedicada a São Francisco de Assis, que viveu no convento adjacente. O termo "a Ripa" é uma referência à margem (ripa) do rio Tibre nas proximidades.
O atual cardeal-presbítero do título de São Francisco de Assis na Ripa Grande é Norberto Rivera Carrera, arcebispo da Cidade do México.

## História
A origem da igreja está intimamente ligada a uma hospedaria e hospital para pobres dedicados a São Brás (em italiano:  San Biagio) e supervisionados pelos cluniacenses, que existiam no bairro de Trastevere desde o século X. Na década de 1230 o complexo foi reformado e acrescentou-se uma igreja, doada aos franciscanos. Diz a tradição que Jacopa dei Settesoli e Pandolfo de Anguillara financiaram as melhorias. A igreja estava decorada com um ciclo de afrescos sobre a "Vida de São Francisco" (perdido) de Pietro Cavallini e que, provavelmente, serviu como protótipo do famoso ciclo "A Lenda de São Francisco", atribuído a Giotto, que está hoje na Basílica de São Francisco de Assis em Assis. A construção da igreja atual começou em 1603. Parece certo que a autoria da planta foi de Onorio Longhi. Os trabalhos começaram pela abside. A fachada foi terminada entre 1681 e 1701 e foi baseada num projeto de Mattia de Rossi. Entre 1873 e 1943, a igreja foi utilizada como barracão pelos Bersaglieri.

## Interior
Na primeira capela da direita estão afrescos de Fra Emanuele da Como e um monumento ao cardeal Michelangelo Ricci de Domenico Guidi. Na segunda, Domenico Maria Muratori pintou em afresco eventos da vida de "São João de Capistrano" (1725). Na terceira está uma peça-de-altar sobre "São Pedro de Alcântara e São Pascoal da Babilônia", de Tommaso Chiaro, os monumentos funerários de Stefano e Lazzaro Pallavicini, Maria Camilla e Giambattista Rospigliosi, todos projetados por Michetti. O altar-mor foi completado em 1746 e a peça principal, "São Francisco", é atribuída a Fra Diego da Careri e a "Trindade à Paris Nogari.
No braço esquerdo transepto está a Capela Paluzzi-Albertoni, projeto de Giacomo Mola (1622–1625). Nela está uma das obras-primas de Bernini, sua "Beata Ludovica Albertoni" (1671–1675), uma obra que lembra imediatamente "O Êxtase de Santa Teresa", em Santa Maria della Vittoria. Atrás dela está uma "Santa Ana e a Virgem", de Giovanni Battista Gaulli. Na terceira capela à esquerda está um busto de Laura Frangipani esculpido por Andrea Bolgi (1637). Na segunda capela estão afrescos de Giovanni Battista Ricci e, no centro, uma "Anunciação" (1534) de Francesco Salviati. O túmulo de Giuseppe Paravicini, um ancestral do imperador Napoleão I da França, é obra de Camillo Rusconi. Na primeira capela está uma pintura de Marten de Vos (1555) ladeada à direita por uma "Assunção" de Antonio della Corna e à esquerda por um "Nascimento da Virgem (1620) de Simon Vouet.
Notável também é uma cópia do suposto retrato de São Francisco feito pelo frade Margaritone d'Arezzo: se confirmado, seria o único retrato verdadeiro na história da arte italiana (o original está na Pinacoteca Vaticana). A igreja abriga ainda, na cela onde viveu São Francisco, uma pedra negra que ele utilizava como travesseiro e, no jardim do claustro, uma laranjeira que, segundo a tradição, foi plantada por ele.
Na praça em frente da igreja está uma coluna jônica retirada das ruínas de Veios e colocada ali por ordem do papa Pio IX.

## Galeria

Imagens da igreja
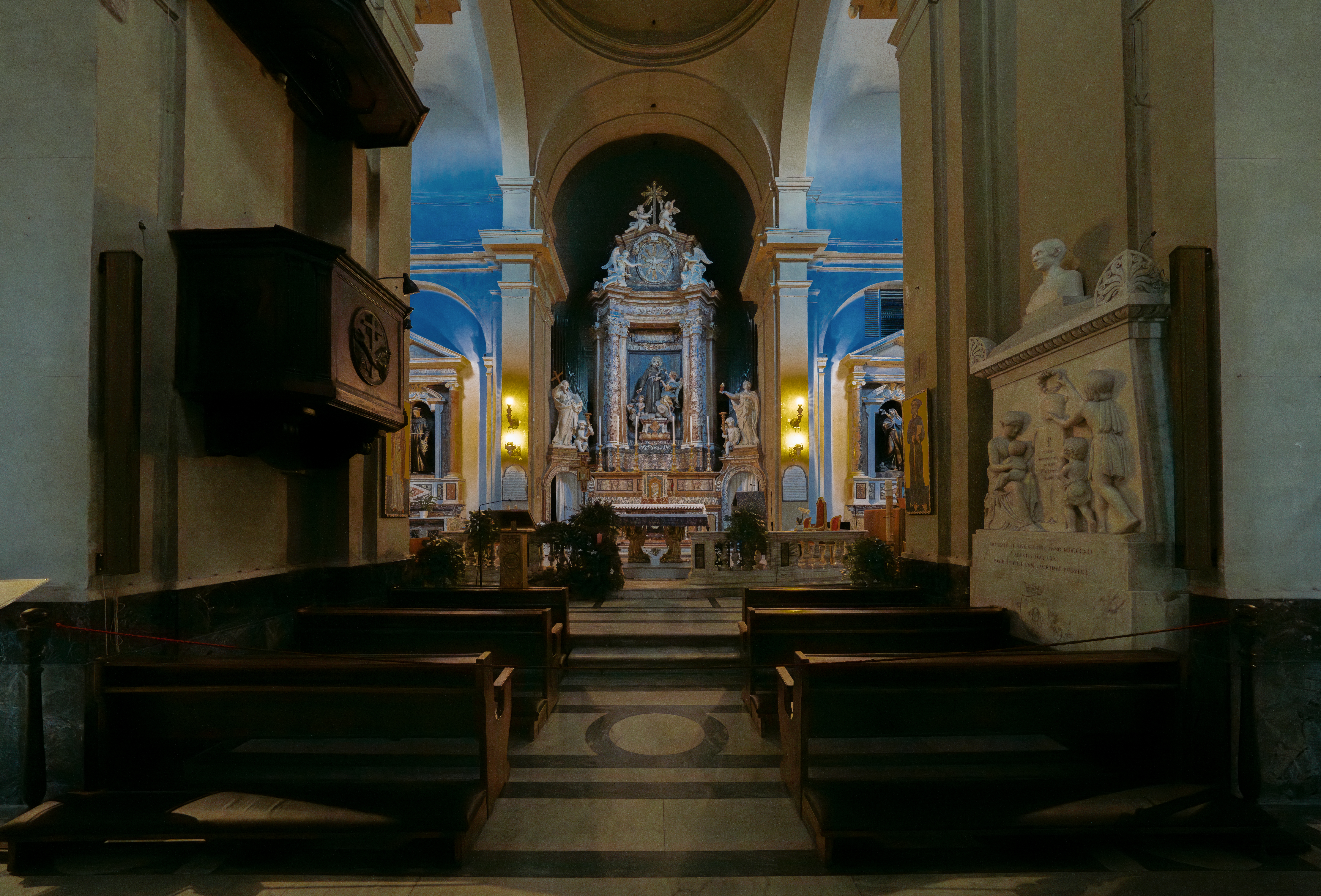
Vista do interior
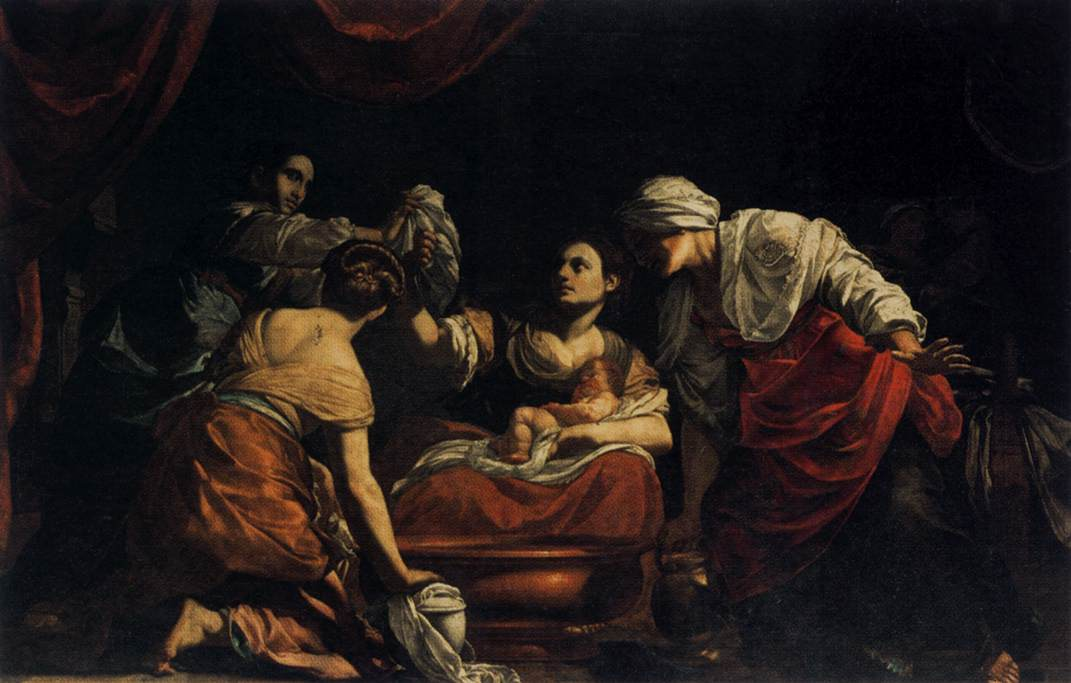
"Nascimento da Virgem", de Simon Vouet
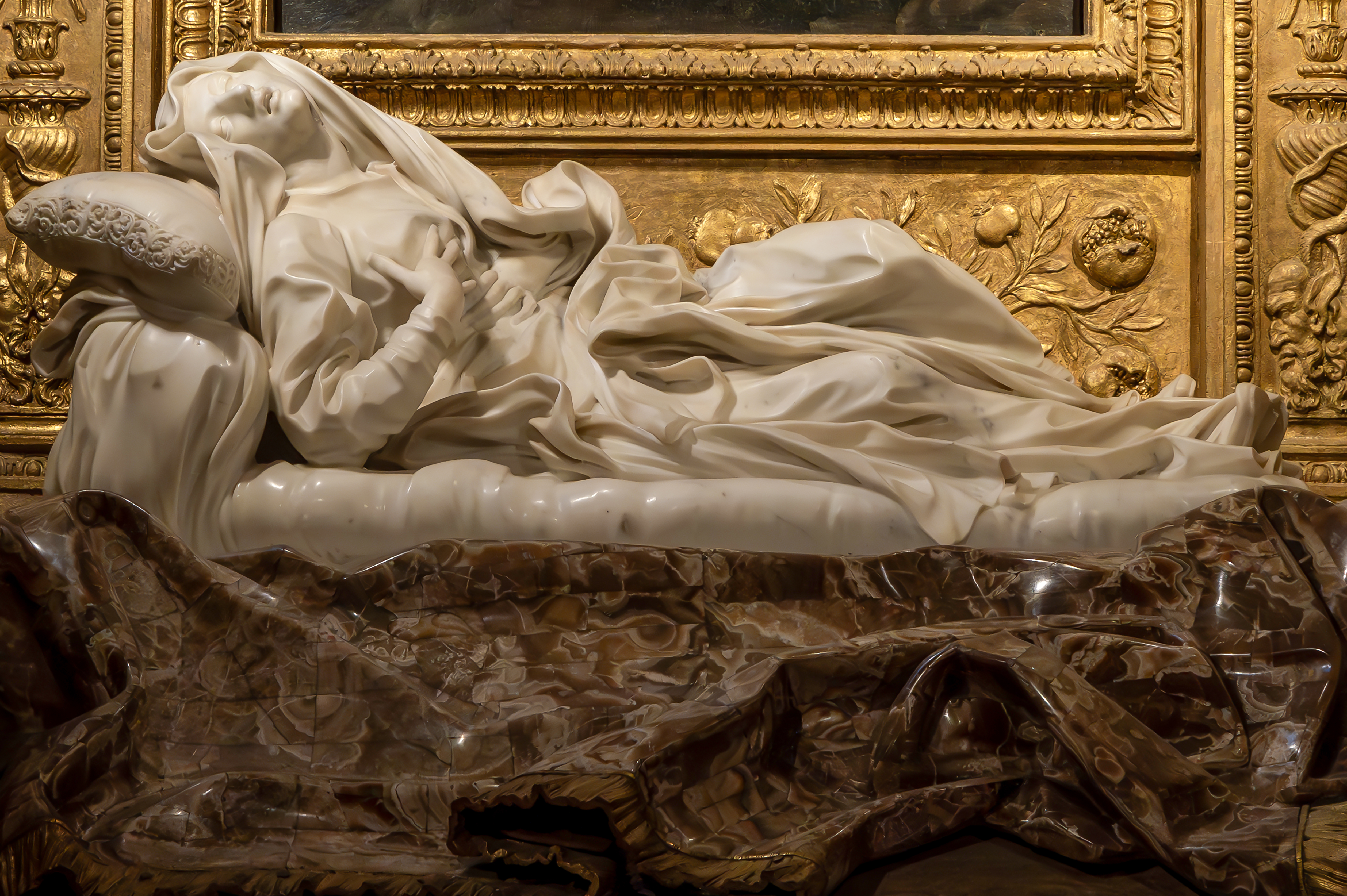
"Beata Ludovica Albertoni", de Bernini